# Grana padano
El grana padano és un formatge de pasta premsada cuita italià originari de la plana padana és una denominació d'origen protegida i a Itàlia es diu simplement grana (que vol dir el plural de gra), ja que és l'únic dels formatges d'aquesta tipologia que té la paraula "grana" en la seva denominació reconeguda.
S'elabora a Emilia-Romagna, Veneto, Lombardia i Piemont. És similar al formatge parmesà.

## Forma
De forma cilíndrica amb la superfície llisa i un diàmetre entre 35 i 45 cm amb una alçada de 18 a 25 cm. La crosta és groga i la pasta granulosa (d'on ve el nom de grana).

## Origen històric
Té un origen medieval elaborat pels monjos per tal de conservar la llet de les vaques amb la qual està fet.

## Transformació
El Grana Padano és un formatge de pasta dura i de pasta cuita. La llet de vaca parcialment descremada es posa en una gran olla d'aram de 12 hectolitres de capacitat i s'escalfa mitjançant vapor. El quall que es fa servir és natural. El producte quallat s'embolica en una tela de lli i s'acaba de fer en una cambra calenta. Se li posa un segell identificatiu amb el nom de"Grana Padano", el codi de l'empresa i la sigla de la província i any de producció. A més a cada forma s'aplica una placa de caseïna amb un codi.
Després de 48-72 hores les formes són immerses en salmorra durant 20-25 dies. Després reposen per un període que va d'un mínim d'un any (grana giovane) a més de dos anys (Grana Riserva).
Una forma de grana padano DOP ha de pesar obligatòriament entre 24 kg i 40 kg.